# Marian Bartmiński
Marian Bartmiński (ur. 13 sierpnia 1938 w Kruhelu Małym, zm. 9 stycznia 2010 w Opolu) – polski mistrz krajowy brydża sportowego, wieloletni sędzia piłkarski.

## Życiorys
Urodził się w 1938 roku w Kruhelu Małym koło Przemyśla, jako syn Mieczysława i Franciszki z domu Zając, a zarazem brat Stanisława, Jerzego, Floriana i Jana Bartmińskich oraz Marii Klimowicz. Podczas II wojny światowej rozpoczął naukę w szkole podstawowej w Bączalu Dolnym, gdzie mieszkał na plebanii u swojego wuja – Floriana Zająca. Kontynuował naukę w szkole podstawowej im. Henryka Sienkiewicza oraz II Liceum Ogólnokształcące im. Kazimierza Morawskiego w Przemyślu. Po złożeniu egzaminy dojrzałości podjął studia na Uniwersytecie we Wrocławiu. Pracował jako sędzia piłkarski, a także jako zawodnik II ligi brydża sportowego, z tytułem Mistrza Regionalnego i Mistrza Krajowego.